# Kanton Vienne-1
Der Kanton Vienne-1 ist seit 2015 ein französischer Wahlkreis im Arrondissement Vienne, im Département Isère und in der Region Auvergne-Rhône-Alpes. Hauptort ist Vienne. 

## Gemeinden
Der Kanton besteht aus zehn Gemeinden und Gemeindeteilen mit insgesamt 45.089 Einwohnern (Stand: 2022) auf einer Gesamtfläche von 132,82 km²:
| Gemeinde           | Einwohner 1. Januar 2022 | Fläche km² | Dichte Einw./km² | Code INSEE | Postleitzahl |
| ------------------ | ------------------------ | ---------- | ---------------- | ---------- | ------------ |
| Chasse-sur-Rhône   | 6.484                    | 7,91       | 820              | 38087      | 38670        |
| Chuzelles          | 2.347                    | 13,03      | 180              | 38110      | 38200        |
| Luzinay            | 2.438                    | 18,96      | 129              | 38215      | 38200        |
| Moidieu-Détourbe   | 1.971                    | 18,04      | 109              | 38238      | 38440        |
| Pont-Évêque        | 5.843                    | 8,76       | 667              | 38318      | 38780        |
| Septème            | 2.153                    | 21,55      | 100              | 38480      | 38780        |
| Serpaize           | 2.100                    | 11,71      | 179              | 38484      | 38200        |
| Seyssuel           | 2.168                    | 9,75       | 222              | 38487      | 38200        |
| Vienne             | 17.606                   | 12,08      | 1.457            | 38544      | 38200        |
| Villette-de-Vienne | 1.979                    | 11,03      | 179              | 38558      | 38200        |
| Kanton Vienne-1    | 45.089                   | 132,82     | 339              | 3827       | –            |

1. ↑   Nur der nördliche Teil der Gemeinde, der Rest gehört zum Kanton Vienne-2.